# Kim Rhodes

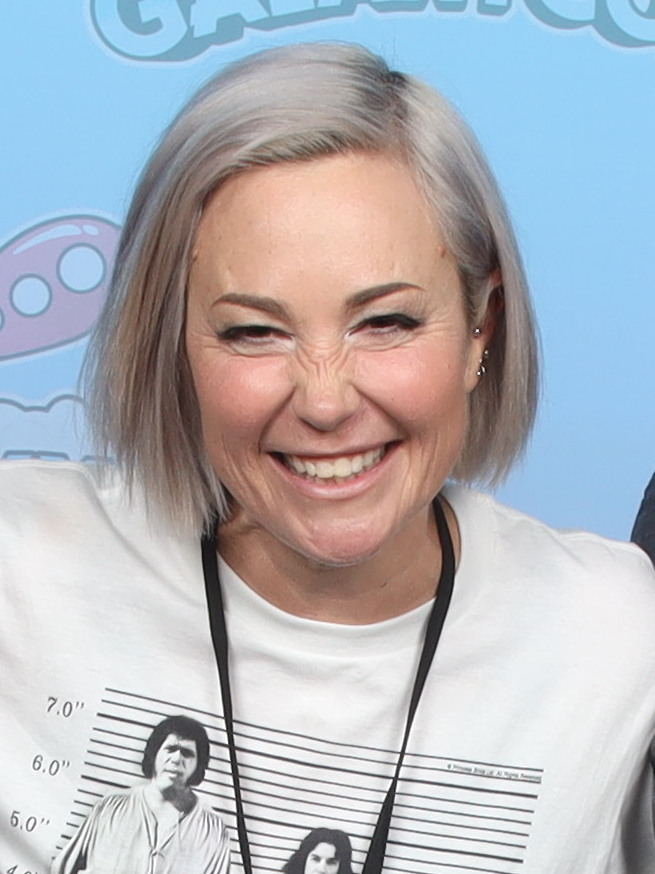
Kim Rhodes (2024)

Kimberly „Kim“ Rhodes (* 7. Juni 1969 in Portland, Oregon) ist eine US-amerikanische Schauspielerin.

## Leben
Kim Rhodes wuchs im US-Bundesstaat Oregon auf, wo sie das Southern Oregon State College besuchte. Ihre Schauspielausbildung schloss sie dort mit dem Bachelor of Fine Arts mit summa cum laude ab. Anschließend wechselte sie an die Temple University, wo sie den Grad Master of Fine Arts erlangte.
Bekannt wurde sie durch ihre Rolle der Cindy Harrison in den Seifenopern Another World und Jung und Leidenschaftlich – Wie das Leben so spielt. Für ihre Darstellung in Another World war sie 1998 für den Soap Opera Digest Award nominiert. Außerdem war sie in der Rolle als Carey Martin in der US-Sitcom Hotel Zack & Cody des Disney Channels und einer Reihe weiterer Fernsehproduktionen zu sehen. Rhodes wirkte darüber hinaus auch an zahlreichen Theaterproduktionen mit, u. a. in verschiedenen Shakespeare-Stücken.
Kim Rhodes ist seit Sommer 2006 mit Travis Hodges verheiratet, der ebenfalls in der Filmbranche tätig ist. Beide leben aktuell in Los Angeles. Im Mai 2008 brachte Kimberly Rhodes eine Tochter zur Welt.

## Filmografie (Auswahl)
- 1996–1999: Another World (Fernsehserie)
- 1999: The Lot (Fernsehserie)
- 1999: Martial Law – Der Karate-Cop (Martial Law, Fernsehserie, eine Episode)
- 2000: Star Trek: Raumschiff Voyager (Star Trek: Voyager, Episode Asche zu Asche)
- 2000: One World (Fernsehserie, eine Episode)
- 2000: Männer ohne Nerven (Stark Raving Mad, Fernsehserie, eine Episode)
- 2000: Gegen jeden Verdacht (In Pursuit)
- 2000–2001: Jung und Leidenschaftlich – Wie das Leben so spielt (As the World Turns, Fernsehserie)
- 2001: Invisible Man – Der Unsichtbare (The Invisible Man, Fernsehserie, eine Episode)
- 2001: Titus (Fernsehserie, eine Episode)
- 2002: Family Law (Fernsehserie, eine Episode)
- 2002: Becker (Fernsehserie, eine Folge)
- 2002: Ein Hauch von Himmel (Touched by an Angel, Fernsehserie, eine Episode)
- 2002: Strong Medicine: Zwei Ärztinnen wie Feuer und Eis (Strong Medicine, Fernsehserie, eine Episode)
- 2002: Boomtown (Fernsehserie, eine Episode)
- 2002: Without a Trace – Spurlos verschwunden (Without a Trace, Fernsehserie, eine Episode)
- 2004: CSI: Vegas (CSI: Crime Scene Investigation, Fernsehserie, eine Episode)
- 2004: Verrückte Weihnachten (Christmas with the Kranks)
- 2005: Sky High – Diese Highschool hebt ab! (Sky High)
- 2005–2008: Hotel Zack & Cody (The Suite Life of Zack and Cody, Fernsehserie, 87 Episoden)
- 2008: R.L. Stines Geistermeister – Besuch aus dem Jenseits (Mostly Ghostly)
- 2008: Desertion
- 2008: A Kiss at Midnight (Fernsehfilm)
- 2008–2011: Zack & Cody an Bord (The Suite Life on Deck, Fernsehserie, vier Episoden)
- 2009: Dr. House (House M.D., Fernsehserie, eine Episode)
- 2009: Relish (Kurzfilm)
- 2009: A Funeral for Grandpa Harry (Kurzfilm)
- 2010: Cyrus
- 2010: Deadheat (Kurzfilm)
- 2010: The Death of Toys (Kurzfilm)
- 2010–2020: Supernatural (Fernsehserie, 19 Episoden)
- 2011: A Chrush on You (Fernsehfilm)
- 2011: Galen (Fernsehserie, eine Episode)
- 2011: Beethovens abenteuerliche Weihnachten (Beethoven’s Christmas Adventure)
- 2011: Mine (Kurzfilm)
- 2012: Free Agents (Fernsehserie, eine Episode)
- 2012: November 1st (Kurzfilm)
- 2012: Unfiltered (Kurzfilm)
- 2012: Atlas Shrugged II: The Strike
- 2013: Switched at Birth (Fernsehserie, zwei Episoden)
- 2014: Navy CIS (NCIS: Naval Criminal Investigative Service, Fernsehserie, eine Episode)
- 2014: Ru
- 2014–2016: Gortimer Gibbon – Mein Leben in der Normal Street (Gortimer Gibbon’s Life on Normal Street, Fernsehserie, zehn Episoden)
- 2015: Extant (Fernsehserie, eine Episode)
- 2015: Key and Peele (Fernsehserie, eine Episode)
- 2015: Party Monsters (Fernsehfilm)
- 2016: Colony (Fernsehserie, sechs Episoden)
- 2016: Riding 79
- 2016: Homeowner (Kurzfilm)
- 2016–2017: Kings of Con (Fernsehserie, sechs Episoden)
- 2017: Criminal Minds: Beyond Borders (Fernsehserie, zwei Episoden)
- 2017/2018: The Hillywood Show (Fernsehserie, zwei Folgen)
- 2018: Criminal Minds (Fernsehserie, vier Episoden)
- 2018: Jimmy’s Jungle
- 2019: What/If (Fernsehserie)
- 2019: Mama Bear (Kurzfilm)

- 2022: Strong Enough
- 2022–2023: Kung Fu (Fernsehserie, sechs Folgen)